# Cheiracanthium soputani
Cheiracanthium soputani is een spinnensoort uit de familie Cheiracanthiidae. De wetenschappelijke naam van de soort werd in 1911 gepubliceerd door P. Merian.